# Schöder
Schöder là một đô thị thuộc huyện Murau thuộc bang Steiermark, nước Áo. Đô thị Schöder có diện tích 73,88 km², dân số thời điểm năm 2005 là 901 người.